# الجداء باستعمال الطريقة المصرية القديمة
في الرياضيات، الطريقة المصرية القديمة (بالإنجليزية: Ancient Egyptian method)‏ من أجل حساب جداء عددين اثنين هي طريقة استعملها المصريون القدامى، تعتمد على قوى العدد اثنين.